# قمری قهوه‌ای
قمری‌های قهوه‌ای (Brown Doves) از خانواده کبوتران از سردهٔ (نام علمی: Phapitreron) هستند. نام رایج آنها به رنگ قهوه‌ای کلی آنها اشاره دارد. آنها بومی فیلیپین هستند. همه قمری‌های قهوه‌ای درخت‌نشین هستند، اما گونه‌های مختلف انواع مختلفی از زیستگاه‌های جنگلی را اشغال می‌کنند. برخی بیشتر محدود به جنگل‌های قدیمی هستند، در حالی که برخی دیگر از جنگل‌های ثانویه و سایر جنگل‌ها استفاده می‌کنند. رژیم غذایی اصلی آنها میوه است. آنها تمایل دارند در عادت خود منزوی باشند و ممکن است گریزان باشند. برخی از گونه‌های این سرده دارای نوارهای سیاه و سفید آشکار بر روی صورت و پرهای رنگین کمانی گردن خود هستند. نرها و ماده‌ها شبیه هم هستند.
این سرده چهار گونه دارد.